# Safia olearos
Safia olearos is een vlinder uit de familie van de spinneruilen (Erebidae). De wetenschappelijke naam van de soort is voor het eerst geldig gepubliceerd in 1913 door Schaus.
De vlinder is voornamelijk bruin met wat paarse en groene tinten. Daarnaast kent hij wat zwarte en witte lijnen. De spanwijdte van de vleugels is 33 mm. Deze soort is ontdekt in het gebied rond Saint-Jean-du-Maroni langs de Marowijne in Frans-Guyana, maar komt op meerdere plekken in Frans Guyana en Guyana voor. 